# آنا آبرگسون
آنا آبرگسون (انگلیسی: Anna Åbergsson؛ ۶ ژانویه ۱۸۷۱ – ۱۸ آوریل ۱۹۳۷ (aged 66)) حسابداری مالی، فعال حقوق زنان، فعال جنبش اصلاحگرا اهل سوئد بود.
آنا آبریگسون (Anna Åbergsson؛ زادهٔ ۱۸۶۹ – درگذشتهٔ ۱۹۵۷) سیاستمدار، کنشگر اجتماعی و کارمند امور مالی اهل سوئد بود. او از چهره‌های پیشگام در جنبش‌های اجتماعی و رفاهی سوئد به‌شمار می‌آید و با فعالیت‌های گسترده‌اش در زمینهٔ حقوق زنان، اصلاحات اجتماعی و توسعهٔ باغ‌های شهری شناخته می‌شود. آنا در طول زندگی حرفه‌ای خود، تلاش فراوانی برای بهبود وضعیت زنان، به‌ویژه در زمینهٔ امنیت مالی، بازنشستگی و مشارکت اجتماعی انجام داد. او همچنین یکی از بنیان‌گذاران و از اعضای فعال Föreningen koloniträdgårdar i Stockholm (انجمن باغ‌های شهری در استکهلم) بود.

## زندگی‌نامه
آنا آبریگسون در سال ۱۸۶۹ در سوئد متولد شد. او از خانواده‌ای تحصیل‌کرده و روشن‌فکر برخاست و از همان دوران جوانی به موضوعات اجتماعی و رفاهی علاقه‌مند شد. وی تحصیلات خود را در زمینه‌های حسابداری، امور مالی و اقتصاد اجتماعی ادامه داد و سپس وارد خدمات دولتی و حوزهٔ بیمه و بازنشستگی شد. در این مسیر، آنا به‌ویژه به مسائل مربوط به حقوق بازنشستگی زنان و شرایط ناعادلانهٔ اقتصادی آن‌ها توجه نشان داد.
در دهه‌های آغازین قرن بیستم، آنا آبریگسون در صف مقدم مبارزه برای احقاق حقوق اقتصادی و اجتماعی زنان قرار داشت. او عضو فعال Föreningen för kvinnans politiska rösträtt (انجمن حق رأی سیاسی زنان) بود و در نشریه‌های مختلف مقاله‌هایی در زمینهٔ حقوق زنان، امنیت اجتماعی و رفاه عمومی منتشر می‌کرد. آنا از نخستین کسانی بود که خواستار در نظر گرفتن شرایط ویژهٔ زنان در سیاست‌های بیمهٔ اجتماعی و بازنشستگی شد.
او نه‌تنها در مقام نظریه‌پرداز، بلکه در عمل نیز کوشید تغییراتی ایجاد کند. از مهم‌ترین فعالیت‌های او، پیشبرد طرح‌هایی در جهت گسترش باغ‌های شهری در مناطق شهری سوئد بود. این باغ‌ها نه‌تنها فرصتی برای تأمین غذا و تفریح خانواده‌های کارگر فراهم می‌کردند، بلکه ابزاری برای ارتقای سلامت روانی و جسمی ساکنان شهرها بودند. آنا آبریگسون باور داشت که این باغ‌ها باید در طرح‌های جامع شهری گنجانده شوند و به‌عنوان بخشی از سیاست‌های رفاه اجتماعی توسعه یابند.
در دوران فعالیت حرفه‌ای‌اش، آنا با نهادهای مختلفی از جمله Rösträtt för kvinnor و Svenska stadsförbundets tidskrift همکاری کرد. او سخنرانی‌ها، مقالات و پژوهش‌هایی در حوزهٔ بیمهٔ اجتماعی و رفاه زنان ارائه داد و در شکل‌گیری سیاست‌های بازنشستگی سوئد نقش داشت. مشارکت او در کمیته‌های مربوط به بیمهٔ بازنشستگی نمونه‌ای از تعهد عملی‌اش به تحقق عدالت اجتماعی بود.
آنا آبریگسون تا پایان عمر به فعالیت‌های اجتماعی خود ادامه داد و در سال ۱۹۵۷ درگذشت. میراث فکری و عملی او الهام‌بخش بسیاری از فعالان اجتماعی پس از او شد و تلاش‌هایش در زمینهٔ رفاه اجتماعی، حقوق زنان و برنامه‌ریزی شهری، جایگاهی ماندگار در تاریخ اصلاحات اجتماعی سوئد برایش رقم زد.